# Мануель Беїнголеа
Мануе́ль Беїнголе́а Баларе́со (ісп. Manuel Beingolea Balarezo; *7 січня 1881, Чорільйос, Перу — †8 червня 1953, Барранко, Перу) — перуанський письменник і журналіст; державний службовець.
Літературна творчість Беїнголеа, що розвивалася в межах модерністської течії, представлені прозою (оповідання та роман). Разом з іншими представниками свого покоління, такими як Клементе Пальма та Вентура Гарсія Кальдероном (кінець XIX — початок XX століття), він привніс у перуанську літературу форму сучасного перуанського оповідання, — жанр, в якому згодом досягли успіху Абрахам Вальделомар і Енріке Лопес Альбухар. Його новели, розкидані по газетах і журналах, були частково зібрані в 1933 році в збірку під назвою «Минулі історії» (Cuentos pretéritos), яка включає його найвідоміше оповідання «Моя краватка» (Mi corbata).

## З життєпису
Його батьками були генерал Мануель Беїнголеа-і-Ояге та Долорес Баларесо. Він навчався в Colegio Porvenir de la Juventud, а пізніше в школі під керівництвом Педро А. Лабарта.
У 1894 році вступив до Військово-морської школи, розташованої у пришвартованому старому пароплаві Perú, однак знаджений літературою 1896 року перейшов на навчання до Національного коледжу Нуестра Сеньйора де Гваделупе, яким тоді керував Себастьян Лоренте Бенель, син відомого літератора з таким же ім'ям.
Літературний дебют Беїнголеа датується 1897 роком, коли він почав співпрацювати з La Neblina. Проте після смерті батька йому довелося залишити навчання і він був змушений заробляти на життя, влаштувавшись клерком у розпопядження артилерійського полку казарм Санта-Каталіна. Він також працював викладечем іспанської граматики, географії, історії Перу та французької мови в Міжнародному ліцеї, заснованому Херманом Легіа-і-Мартінесом (1901).
Був у нього і період вештання і мандрівок, коли він подорожував Чилі та Аргентиною. Деякий час він провів у Вілья Мерседес (провінція Сан-Луїс, Аргентина), де проживав Хосе Арнальдо Маркес, ще один мандрівний і ексцентричний перуанський письменник. Потім він поїхав до Буенос-Айреса, де працював державним службовцем і журналістом.
Повернувшись у Перу, Мануель Беїнголеа активно співпрацював у різних часописах: Balnearios, Variedades, Mundial, Mundo Limeño, Lulú, Actualidades, Turismo, Excelsior, Panoramas, а також у таких газетах, як El Tiempo та El Comercio. В El Tiempo він мав 2 колонки про поточні місцеві проблеми, де міг вправлятися в своєму літературному хисті і гуморі.
Також працював державним службовцем — секретарем префектури Такна, яка тоді була заснована в Локумбі, оскільки Такна перебувала під чилійською адміністрацією (1908); викладачем Національного коледжу Тарапото (1910); секретарем окружної ради Сан-Хосе-де-Сурко (1910-1930) і, зрештою, завідувачем бібліотеки палати сенаторів (1930-1946).
У 1947 році його п'ятдесятиріччя як літератора було урочисто відзначено в Спілці письменників і митців Ліми.

## З доробку
Мануель Беїнголеа вирізняється насамперед як автор коротких історій-оповідань, які відносились тоді до модерністської прози, але адаптованих до місцевих реалій. Він вважається започатковувачем сучасної перуанської новели разом із Клементе Пальмою та Вентурою Гарсіа Кальдероном. Воночас його значення як творця сучасного перуанського оповідання є відносно недооціненим і відтіненим іншими авторами. Власне критика сходиться на тому, що письменник умів знаходити і підмічати щось цікаве в буденному житті Перу свого часу, не женучись за екзотичним, відтак його творчість з одного боку не є занадто оригінальною, з іншого — позбавлена космополітизму чи загальності. Хосе Карлос Маріатегі у своїй відомій праці 7 ensayos de interpretación de la realidad peruana відзначав прекрасний гумор і вишукану фантазію М. Беїнголеа, водночас підкреслюючи декадентські нотки творів письменника.
Бібліографія
- Los concejos barranquinos (1921).
- Bajo las lilas (1923 ), повість, дія якого відбувається в Барранко.
- Минулі історії (Cuentos pretéritos, 1933 ), збірка оповідань, дія яких відбувається в різних місцях.

Більшість творів письменника розкидані по газетах і журналах. Залишились неопублікованими і, можливо, незакінченими, 4 романи, зокрема Pan de Guatemala.